# Zollagent
Ein Zollagent (Zollagentur) verzollt Waren im Auftrag eines Wirtschaftsbeteiligten (z. B. eines Versenders, Spediteurs oder Logistikunternehmers). Er wird auch englisch als Customs Broker (US) oder Customs Agent (EU) bezeichnet.

## Recht auf Vertretung
Nach Art. 5 Nr. 6, Art. 18 Abs. 1 des Zollkodex der Union (UZK) kann sich jeder gegenüber den Zollbehörden der EU-Länder für die zollrechtlichen Verfahrenshandlungen vertreten lassen. Unterschieden wird die direkte Vertretung, bei der der Vertreter für Namen und Rechnung eines anderen, und indirekte Vertretung, wo der Vertreter in eigenem Namen, aber für Rechnung eines Dritten handelt (Art. 18 Abs. 1 S. 2 UZK). Der Vertreter muss zwingend im Zollgebiet der Union (Art. 4 UZK, Art. 18 Abs. 2 S. 1 UZK) ansässig sein. Darüber hinaus kann jeder Mitgliedstaat die Zulassung von Zollagenten auf im jeweiligen Mitgliedsstaat ansässige Zollvertreter beschränken (Art. 18 Abs. 3 UZK). Deutschland verzichtete auf diese Option.

## Berufliche Laufbahn
Zollagent ist in Deutschland kein Ausbildungsberuf. I. d. R. sind es Kaufleute verschiedener Fachrichtungen, die sich als Zollagent spezialisieren. Dies geschieht entweder durch Lernen im Betrieb eines Zollagenten und/oder durch Fortbildungen bei meist privaten Bildungsträgern.

## Agenturgeschäft
Kleinere Zollagenten konzentrieren sich meistens auf einen bestimmten Grenzübergang (z. B. Deutschland – Schweiz) oder eine bestimmte Region und stehen in engem Kontakt zu den Zollbehörden. Größere Zollagenten sind an mehreren wichtigen Standorten (z. B. Hamburg und Frankfurt am Main) vertreten und haben über die reine Dienstleistung der Zollabfertigung hinaus noch weitere logistische Serviceleistungen im Portfolio.

### Aufgaben des Zollagenten
Der Zollagent bedient alle Tätigkeiten, die mit einer Verzollung im Zusammenhang stehen können. Hierbei kommt es oftmals zu interdisziplinären Verknüpfungen mit anderen Institutionen (z. B. IHK, BAFA, STABA)
Die folgenden Tätigkeiten können als häufig anfallende Standardtätigkeiten verstanden werden, sind jedoch keineswegs vollständig.
- Ein- und Ausfuhrformalitäten
- Ausfuhrabfertigungen (Bsp. Mitwirkung im zweistufigen Ausfuhrverfahren)[2]
- Beratung in Zoll- und Außenwirtschaftsfragen
- Zollabfertigungen zum freien Verkehr von Nicht-Unionswaren (Art. 5 Nr. 24 UZK, Art. 201 Abs. 1 UZK)
- manuelle Einzelverzollungen
- Sammelzollanmeldungen
- EDV-unterstützte Anmeldungen via ATLAS
- Zollverfahren mit wirtschaftlicher Bedeutung (zum Beispiel Veredelungsverkehre)
- statistische Anmeldungen (Intrastat)
- Vorübergehende Ein- und Ausfuhr
- Auflistungen für Umsatzsteuer-Voranmeldungen und Quartalsmeldungen
- Disposition und Neutralisation an den Grenzen
- Erstellung von Transitdokumenten (Bsp. T1, T2, gemeinsames Versandverfahren)
- Beantragung von Lizenzen und Überwachungsdokumenten
- Beantragung von verbindlichen Zolltarifauskünften
- Fiskalvertretung
- Organisation von Zollkontrollen und Veterinärkontrollen
- Führen von Zolllagern